# イオンタウン養老ショッピングセンター
イオンタウン養老ショッピングセンター（イオンタウンようろうショッピングセンター）は、岐阜県養老郡養老町にあるマックスバリュ東海株式会社が開発・運営を行っているショッピングセンターである。イオンタウン養老ともいう。

## 概要
ネイバーフッド型の郊外型店で、オープンモールのショッピングセンターである。開業当初はマックスバリュ養老店とメガマート養老店を核としたイオンタウン形式をとっていた。
メガマート養老店は2011年（平成23年）8月21日にイオンビッグの運営になったものの、その4日後の8月25日に閉店となった。マックスバリュも9月20日に閉店し、その後の10月7日、メガマート跡地にザ・ビッグ養老店がオープンした（岐阜県1号店）。
マックスバリュ跡地はしばらく空き家になっていたが、2018年（平成30年）10月31日に飛騨五木株式会社によりmoriwaku marketが開業し、2019年（令和元年）7月27日に「森のわくわくの庭」としてリニューアルされた。

## 交通アクセス

### 自動車
- 国道258号「島里町」交差点より岐阜県道226号飯田島里線を西へ約6km。[独自研究?]
- 大垣駅より岐阜県道57号大垣停車場線、岐阜県道31号岐阜垂井線、岐阜県道214号養老赤坂線（又は岐阜県道96号大垣養老公園線）経由で約9km。[独自研究?]

### 公共交通機関
- 2021年（令和3年）4月より「大垣市・養老町自主運行バス綾里養北線」が乗り入れている[広報 3]。

#### 広報資料・プレスリリースなど一次資料
1. ↑  【森のわくわくの庭・養老店】うごかせ！カラダ！ 日本の森がもっとワクワク（飛騨五木株式会社） 2024年3月22日閲覧。
2. ↑  moriwaku marketが新しく生まれ変わります！ 飛騨五木株式会社 2024年3月22日閲覧。
3. ↑  “広報養老 2021年3月号” (PDF).   養老町. p. 9 (2021年3月1日). 2021年4月2日閲覧。